# 愛國者遊戲 (電影)
《愛國者遊戲》（英語：Patriot Games）是一部於1992年上映的美國動作電影，由菲利普·諾斯執導，哈里遜·福特、安妮·亞契、派屈克·柏金、西恩·賓、莎拉·博琪、詹姆斯·厄爾·瓊斯、李察·哈里斯等人主演。

## 劇情
美國中情局幹員傑克·萊恩為了解決婚姻問題而離開中情局，並與妻女共赴英國渡假，卻意外捲入恐怖份子的攻擊行動中。北愛爾蘭共和軍軍師凱文所率領的激進派恐怖組織為了推翻英國的統治階級而想行刺英國皇室荷姆斯勛爵，在行刺過程中，碰巧目睹此景的傑克基於職業習慣上前阻止，他見義勇為地粉碎了恐怖組織行刺的企圖。 
傑克在槍戰中擊斃了恐怖份子尚恩的弟弟派屈克，落網的尚恩懷著沈重難過的心情，伺機對傑克展開報復，而凱文一行人也沒就此罷休，決定再度對荷姆斯展開襲擊行動。尚恩在恐怖組織的協助下越獄，並潛入美國企圖向傑克一家報殺弟之仇，傑克的妻女因為尚恩的襲擊而受到重傷。悲憤的傑克為了捍衛國家和平及保護自己的家人，決定重返中情局調查尚恩，要恐怖組織付出代價。經過調查，傑克得知這一切都是荷姆斯身旁的大臣喬佛瑞和恐怖組織勾結的結果，而尚恩越獄也是喬佛瑞一手安排的。 
荷姆斯為了感謝傑克的救命之恩而前往美國拜訪傑克一家，沒想到在喬佛瑞的設計下，傑克與凱文一行人發生激烈槍戰。經過一連串的纏鬥之後，傑克等人終於瓦解了恐怖組織的勢力，並維護了荷姆斯的安全。

## 演員
- 哈里遜·福特 飾 傑克·萊恩（Jack Ryan）
- 安妮·亞契 飾 凱西·萊恩（Dr. Caroline Catherine "Cathy" Ryan）
- 派屈克·柏金（英语：Patrick Bergin） 飾 凱文·奧唐納（Kevin O'Donnell）
- 西恩·賓 飾 尚恩·米勒（Sean Miller）
- 莎拉·博琪 飾 薩莉·萊恩（Sally Ryan）
- 詹姆斯·厄爾·瓊斯 飾 吉姆·格雷爾上將（Vice Admiral Jim Greer）
- 李察·哈里斯 飾 帕迪·奧尼爾（Paddy O'Neil）
- 山繆·傑克森 飾 羅比·傑克森（Robby Jackson）
- 詹姆斯·福克斯 飾 荷姆斯勛爵（Lord Holmes）
- 亞歷克斯·諾頓（英语：Alex Norton） 飾 丹尼斯·庫利（Dennis Cooley）
- 休·弗雷澤（英语：Hugh Fraser） 飾 喬佛瑞·沃特金斯（Geoffrey Watkins）

## 製作花絮
- 電影中傑克一家下榻的飯店房間號碼是713，這是影射哈里遜·福特本人的生日（7月13日）。
- 電影中的中情局場景是劇組在中情局總部實地拍攝。
- 電影最後傑克與尚恩搏鬥的地點是在快艇上，但原先拍攝的版本是在懸崖邊。

## 發行
本片由派拉蒙影業發行，上映日期為1992年6月5日。

## 反響

### 評價
《愛國者遊戲》收穫了普遍影評人的好評。爛番茄新鮮度75%，基於網站收集的32條評論，平均分為6/10。

### 票房
- 預算 - $45,000,000[2]
- 開畫票房收入 - $18,511,191[3]
- 美國總收入 - $83,351,587
- 海外總收入 - $94,700,000
- 全球總收入 - $178,051,587[3]

## 外部連結
- 互联网电影数据库（IMDb）上《愛國者遊戲》的资料（英文）
- AllMovie上《愛國者遊戲》的资料（英文）
- 爛番茄上《愛國者遊戲》的資料（英文）
- Box Office Mojo上《愛國者遊戲》的資料（英文）
- TCM电影资料库上《愛國者遊戲》的资料（英文）
- 開眼電影網上《愛國者遊戲》的資料（繁體中文）
- 豆瓣电影上《愛國者遊戲》的資料 （简体中文）
- 时光网上《愛國者遊戲》的資料（简体中文）